# (220736) Niihama
Pour les articles homonymes, voir Niihama.
(220736) Niihama est un astéroïde de la ceinture principale.

## Description
(220736) Niihama est un astéroïde de la ceinture principale. Il fut découvert le 11 octobre 2004 à Nakagawa par Hisao Hori et Hiromu Maeno. Il présente une orbite caractérisée par un demi-grand axe de 3,16 UA, une excentricité de 0,24 et une inclinaison de 25,3° par rapport à l'écliptique.

## Compléments